# Ángel Guastella
Ángel Guastella (Barracas, Buenos Aires, 7 de noviembre de 1931 – San Miguel de Tucumán, 29 de septiembre de 2016) fue un profesor, jugador y entrenador argentino de rugby que se desempeñó como apertura.
Fue internacional con los Pumas de 1956 a 1960, los dirigió en dos etapas: 1965–1973 y 1978, y además fue asistente de Héctor Silva en 1985–1987.

## Biografía
Fue fundador del Club Pueyrredón en 1953, diez años jugador y entrenador del mismo.
En 2000 se mudó a San Miguel de Tucumán donde pasó sus últimos años de vida, siendo dirigente del Tucumán Lawn Tennis Club y de la Unión de Rugby de Tucumán.

## Selección nacional
Llegó al seleccionado junto a Alberto Camardón, como asistentes del entrenador sudafricano Izak Van Heerden en 1964. Tras la histórica gira por Sudáfrica, el entrenador extranjero se quedó en su país y Guastella fue nombrado su reemplazante, en 1965. Conseguiría cuatro torneos sudamericanos y renunció en 1973.
En 1978 aceptó nuevamente el cargo, sus asistentes fueron José Imhoff y Aitor Otaño. En esta última etapa Guastella debió armar el seleccionado desde cero: primero nombró capitán a Hugo Porta, convocó al veterano Héctor Silva y a los jóvenes Marcelo Campo, Alejandro Iachetti, Marcelo Loffreda, Rafael Madero, Tomás Petersen y Gabriel Travaglini.

### Asistente
Como asistente de Héctor Silva (1985–1987) el seleccionado obtuvo su primera victoria contra Les Bleus, empató frente a los All Blacks y defraudó en el Mundial de Nueva Zelanda 1987. Fue su última participación con los Pumas.

## Palmarés
- Campeón del Sudamericano de Rugby A de 1967, 1969, 1971 y 1973.
- Campeón del Campeonato Argentino de Rugby de 1955, 1957 y 1958.